# Don Steinbrunner
Don Steinbrunner, né le 5 avril 1932 à Bellingham et mort au combat le 20 juillet 1967 à Kon Tum, est un joueur professionnel de football américain et un militaire américain.
Sélectionné en 71e position lors de la draft 1953 par les Browns de Cleveland, il joue comme offensive tackle et est renvoyé de l'équipe lors de son premier camp d'entraînement. Rappelé par les Browns après la quatrième rencontre de la saison, il joue le reste de la saison 1953 avec les Browns qui gagnent la conférence Est avec un bilan de onze victoires pour une défaite. En finale de la NFL, son équipe s'incline sur le score de 17 à 16. Blessé au genou, Steinbrunner met un terme à sa carrière sportive professionnelle en 1954 pour réaliser deux années de service militaire. Après ce service militaire, il décide de rester dans l'armée où il passe onze années successivement comme navigateur, entraîneur de football américain puis soldat lors de la guerre du Viêt Nam. Touché par balle au genou en 1967, Don Steinbrunner opte pour rester sur le champ de bataille. Le 20 juillet 1967, son avion s'écrase en mission après avoir été touché par des tirs, ce qui ne fait aucun survivant. Il est récompensé à titre posthume de la Distinguished Flying Cross et du Purple Heart.